# Onesia sepulcralis
Onesia sepulcralis este o specie de muște din genul Onesia, familia Calliphoridae. A fost descrisă pentru prima dată de Johann Wilhelm Meigen în anul 1826. Conform Catalogue of Life specia Onesia sepulcralis nu are subspecii cunoscute.